# The Ice Cream Man
The Ice Cream Man es un cortometraje dramático de 2024 escrito, producido, editado y dirigido por Robert Moniot. Está protagonizada por Noah Emmerich como Ernst Cahn, propietario de una heladería, que se convierte en el objetivo de Klaus Barbie, también conocido como el Carnicero de Lyon, después de la invasión nazi de los Países Bajos durante la Segunda Guerra Mundial. La película se estrenó en el Festival Internacional de Cine Indy Shorts en julio de 2024.

## Elenco
- Noah Emmerich como Ernst Cahn
- Nik Pajic como Klaus Barbie
- Gretchen Hall como Ursula Cahn
- Derek de Lint como Father Jan
- Madison Pullins como Inge Cahn
- Meghan Reinertsen como Helga Cahn
- Jordy Tulleners como Simon Groen

## Reconocimientos
The Ice Cream Man ganó el premio Indiana Spotlight Audience Choice Award en el Festival Internacional de Cine Indy Shorts. Está preseleccionado para Mejor Cortometraje de Acción Real en los próximos 97º Premios de la Academia.